# Усадьба МТС
Усадьба МТС — опустевшая деревня в Пермском районе Пермского края России. Входит в состав Лобановского сельского поселения.

## География
Деревня расположена на реке Рыж, примерно в 800 метрах к северу от села Кояново.

## История
Входит в состав сельского поселения «Лобановское» согласно Закону Пермской области от 1 декабря 2004 года № 1868—402 «Об утверждении границ и о наделении статусом муниципальных образований Пермского района Пермского края».

## Население
| 2010 |
| ---- |
| 0    |

## Инфраструктура
Действовала в советское время машинно-тракторная станция.

## Транспорт
Просёлочная дорога.

## Топографические карты
- Лист карты O-40-77 Юг. Масштаб: 1 : 100 000. Состояние местности на 1983 год. Издание 1985 г.